# Волково (Челябинская область)
Во́лково — посёлок в Ашинском районе Челябинской области России. Входит в состав Миньярского городского поселения. Расположен в 5,8 километрах от Миньяра и в 5,5 километрах на север от федеральной автодороги М-5 «Урал».

## Население
| 2002 | 2010 | 2011 | 2012 | 2013 | 2014 | 2015 |
| ---- | ---- | ---- | ---- | ---- | ---- | ---- |
| 219  | ↘130 | →130 | ↘124 | ↘123 | ↘119 | ↘112 |
| 2016 | 2017 | 2018 | 2019 | 2020 | 2021 |      |
| →112 | ↘111 | ↗112 | ↘108 | ↗109 | ↘106 |      |

По данным Всероссийской переписи, в 2010 году численность населения посёлка составляла 130 человек (67 мужчин и 63 женщины).

## Улицы
Уличная сеть посёлка состоит из 12 улиц.